# 織田信光
織田信光（1516年－1556年1月7日）是日本戰國時代武將。別稱津田信光。父親是織田信定。織田信秀的弟弟，織田信長的叔父。尾張守山城城主。通稱孫三郎。法名是梅岩（《群書系圖部集 織田系圖》）或梅嚴。

## 經歷
武勇優秀，跟隨兄長信秀在小豆坂之戰中立下戰功，是為「小豆坂七本槍」之一（《甫庵信長記》）。但據《三河物語》記載，他作為三河國松平清康的內應，以打倒信秀為目標，並把居城守山城讓給清康進出。之後娶了與清康反目的松平信定的女兒為妻，因此被清康的家臣懷疑，結局是清康在「森山崩」中殞命。在信秀死後支持繼任家督的姪兒織田信長，在萱津之戰、村木砦之戰等戰鬥中活躍。
在《信長公記》中記載，假裝接受與信長敵對的「織田大和守家」重臣坂井大膳的引誘，在天文24年4月19日（1555年）進入清洲城，翌日謀殺其主織田信友並奪取清洲城，大膳逃到今川義元的領地內。信光把清洲城讓渡給信長，自己則進入信長讓出的那古野城，但是在弘治元年11月26日（1556年1月7日）突然死去。根據《甫庵信長記》記載，是被串通北之方（信光夫人）的近臣坂井孫八郎殺害。如果從死亡時期來考慮的話，可能是被以迅速統一織田家為目標的信長暗殺，或者被擁立信長之弟信勝的一派所暗殺，沒有定論（亦有一種説法指阿市是信光的女兒）。
戒名是凌雲寺殿前豐州太守泰翁凌公居士（《尾張國誌》）。

## 系圖
```
織田信光
┣━━━┳━━━┓

信成
（
日语
：
）
　　
信昌
（
日语
：
）
　仙千代
┣━━━┓ 
正信　光德院
```

## 登場作品
- 信長KING OF ZIPANGU（1992年、NHK大河劇、演：長谷川明男）
- 織田信長（日语：織田信長 (1994年のテレビドラマ)）（1994年、TX、演：大出俊（日语：大出俊 (俳優)））
- 麒麟來了（2020年、NHK大河劇、演：木下鳳華（日语：木下ほうか））